# Cocculus hirsutus
Cocculus hirsutus là một loài thực vật có hoa trong họ Biển bức cát. Loài này được (L.) W.Theob. mô tả khoa học đầu tiên năm 1860.